# Moss tingrett

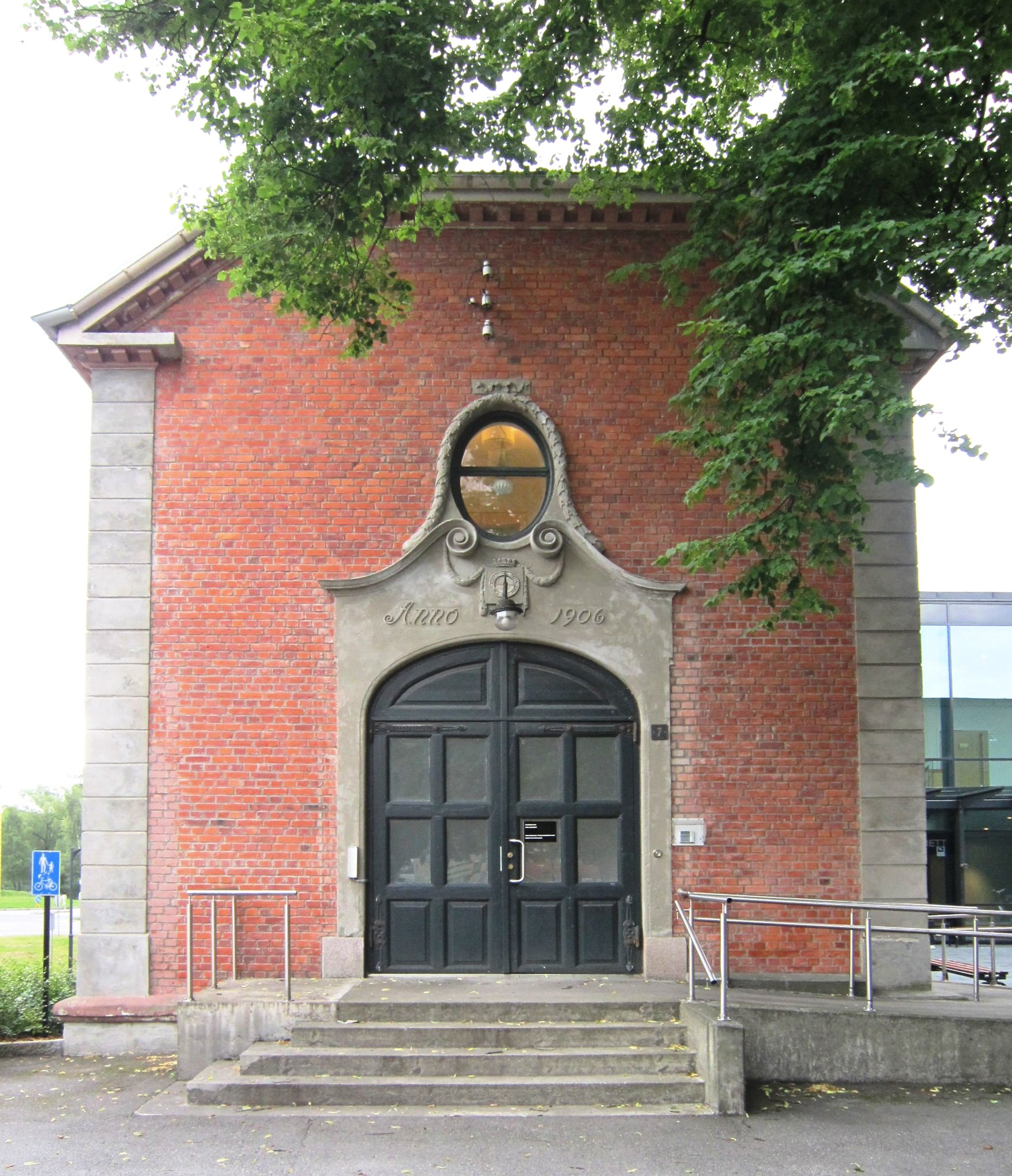
Moss tingrett

Moss tingrett is een tingrett (kantongerecht) in de Noorse fylke Østfold. Het gerecht is gevestigd in Moss.  
Het gerechtsgebied omvat de gemeenten Moss, Råde en Våler. Moss maakt deel uit van het ressort van Borgarting lagmannsrett. In zaken waarbij beroep is ingesteld tegen een uitspraak van Moss zal de zitting van het lagmannsrett meestal worden gehouden in Sarpsborg.